# Igor Dobrowolski
Igor Iwanowicz Dobrowolski (ros. Игорь Иванович Добровольский, ur. 27 sierpnia 1967 we wsi Markowo w obwodzie odeskim, ZSRR) – rosyjski piłkarz, grający na pozycji pomocnika, reprezentant Związku Radzieckiego i Wspólnoty Niepodległych Państw oraz Rosji, w barwach ZSRR zdobywca złotego medalu Igrzysk Olimpijskich w Seulu w 1988, trener piłkarski.

## Kariera piłkarska
Wychowywał się we wsi na pograniczu ukraińsko-mołdawskim. Grę w piłkę zaczął w szkole sportowej w Tyraspolu, skąd następnie trafił do stolicy Mołdawskiej SRR, do drużyny Nistru Kiszyniów. Jeszcze jako nastolatek udanymi występami w Nistru zwrócił na siebie uwagę kibiców, dziennikarzy sportowych oraz szkoleniowców innych drużyn. Otrzymywał propozycje gry w Dynamie Kijów, CSKA Moskwa i Spartaku Moskwa. Ostatecznie zdecydował się w 1986 przejść do innego moskiewskiego klubu – Dynama. Szybko trafił również do pierwszej reprezentacji ZSRR. Debiutował w niej 26 marca 1986.
W Dynamie spędził 5 sezonów. Już pierwszy rok gry uświetnił zdobyciem Wicemistrzostwa ZSRR. Był jednym z najlepszych zawodników i najskuteczniejszych strzelców zespołu. W latach 1986–1988 także podstawowym graczem olimpijskiej reprezentacji ZSRR. W 1988 wystąpił na Igrzyskach w Seulu, gdzie Sborna zdobyła złoty medal. Dobrowolski, z 6 golami, był najlepszym strzelcem drużyny oraz wicekrólem strzelców turnieju (ex aequo z Zambijczykiem Kalushą Bwalyą, za Brazylijczykiem Romário) – jedną z bramek strzelił w zwycięskim finale z Brazylią. Został także uznany za jedną z największych gwiazd imprezy.
Po osiągnięciu olimpijskiego sukcesu na stałe trafił do pierwszej reprezentacji ZSRR. Wystąpił na nieudanym dla Sbornej Mundialu 1990. Jesienią 1990 pomógł radzieckiej młodzieżówce w zdobyciu Mistrzostwa Europy U-21. Po zmianach kadrowych wprowadzonych przez nowego selekcjonera Anatolija Byszowca (który wcześniej szkolił Dobrowolskiego w drużynie olimpijskiej i Dynamie Moskwa) stał się jednym z kluczowych zawodników pierwszej reprezentacji. W 1990 w plebiscycie tygodnika Futboł przyznano mu tytuł najlepszego radzieckiego piłkarza. W tym samym czasie opuścił Związek Radziecki. Jego pierwszym zagranicznym klubem było hiszpańskie CD Castellón. Na Zachodzie jego kariera nie układała się już tak dobrze, jak w ZSRR. Często zmieniał kluby, a chociaż zdarzały się wśród nich tak uznane zespoły jak Olympique Marsylia czy Atlético Madryt to nie odgrywał w nich znaczącej roli. Najdłużej, w latach 1996–1999 grał w występującej w niemieckiej 2. Bundeslidze Fortunie Düsseldorf. Tam też w wieku 32 lat zakończył karierę.
Wziął udział jako reprezentant Wspólnoty Niepodległych Państw (spadkobierczyni drużyny ZSRR) w Euro 1992, gdzie Sborna odpadła z rozgrywek już po rundzie grupowej. Po rozpadzie Związku Radzieckiej otrzymał propozycje gry w drużynach narodowych Rosji, Ukrainy i Mołdawii. Zdecydował się na występy w ekipie rosyjskiej. W 1996 zagrał w jednym meczu na mistrzostwach Europy w Anglii. Kolejny, zarazem ostatni mecz w barwach Rosji rozegrał ponad 2 lata później, 19 sierpnia 1998. Ogółem rozegrał 47 meczów reprezentacyjnych, strzelając 10 bramek, z czego dla ZSRR 25 meczów i 7 bramek, dla WNP 4 mecze i 1 bramkę oraz dla Rosji 18 meczów i 2 bramki.
Na krótko powrócił do wyczynowego uprawiania futbolu w 2004 jako grający trener w Tiligul-Tiras Tyraspol.

## Kariera szkoleniowa
W 2005 powrócił do Naddniestrza w roli pierwszego trenera tyraspolskiego Tiligul-Tiras, w którym również występował jako zawodnik. W następnym roku objął funkcję asystenta selekcjonera reprezentacji Mołdawii Anatola Tesleva. Po rezygnacji Tesleva 22 grudnia 2006 powierzono mu funkcję selekcjonera mołdawskiej drużyny narodowej, którą pełnił do 2009 r. W 2010 r. został trenerem stołecznej Dacii z którą w sezonie 2010/2011 zdobył mistrzostwo ligi. W sezonie 2013/14 kierował klubem Veris Drăgănești. W styczniu 2015 objął prowadzenie rosyjskiego Sachalina Jużnosachalińsk, jednak opuścił klub przez przyczyny rodzinne. W kwietniu 2015 ponownie został mianowany na stanowisko głównego trenera Dacii Kiszyniów. 23 grudnia 2015 roku ponownie stał na czele reprezentacji Mołdawii.